# Daniel Mahrer
Daniel Mahrer (Coira, 6 de enero de 1962) es un deportista suizo que compitió en esquí alpino.
Ganó una medalla de bronce en el Campeonato Mundial de Esquí Alpino de 1991, en la prueba de descenso. En la Copa del Mundo consiguió ocho victorias y veinticuatro podios en total.

## Palmarés internacional
| Campeonato Mundial | Campeonato Mundial             | Campeonato Mundial | Campeonato Mundial |
| Año                | Lugar                          | Medalla            | Prueba             |
| ------------------ | ------------------------------ | ------------------ | ------------------ |
| 1991               | Saalbach-Hinterglemm (Austria) | Medalla de bronce  | Descenso           |